# 张风雷
张风雷（1968年7月25日—），男，汉族，江苏丰县人，中华人民共和国政治人物。现任中国人民大学哲学院教授。第十二、十三、十四届全国政协委员。